# Augustopol
Augustopol [pronunciación en polaco: /auɡusˈtɔpɔl/] es un pueblo en el distrito administrativo de Gmina Dąbrowice, dentro del Distrito de Kutno, Voivodato de Łódź, en el centro de Polonia. Se encuentra aproximadamente 3 kilómetros al norte de Dąbrowice, 22 kilómetros al noroeste de Kutno, y 67 kilómetros al norte de la capital regional, Łódź.
El pueblo tiene una población de 170 habitantes.